# Asian Dust

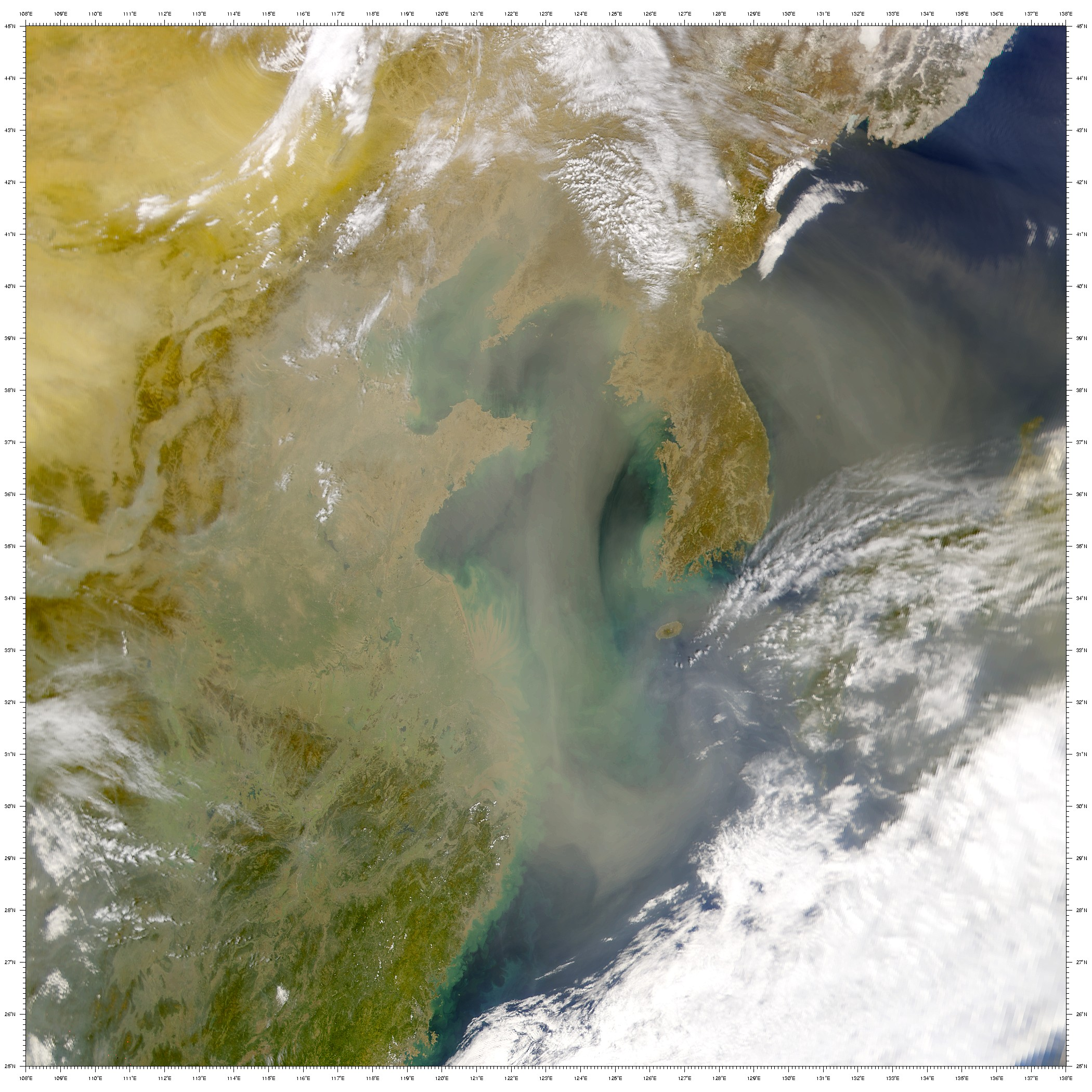
Gelber Sand über Ostasien am 21. März 2001

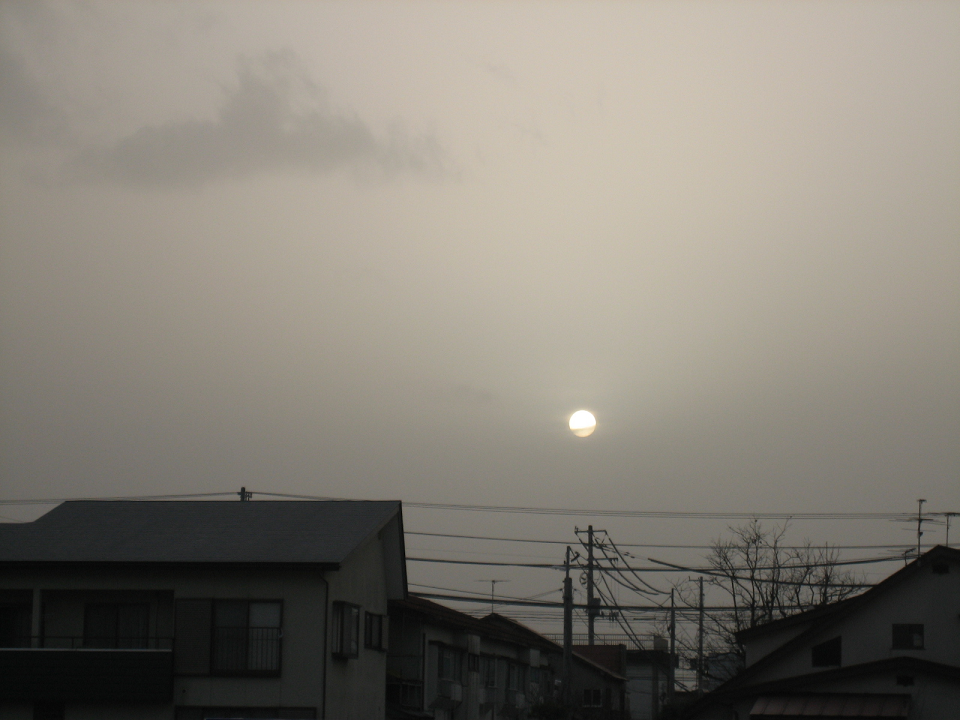
Gelber Sand verdeckt die Sonne über Aizu-Wakamatsu, Japan am 2. April 2007

Gelber Sand (zudem im Englischen auch yellow sand, yellow wind, yellow dust und asian dust oder chinesisch 蒙古高原沙塵暴, von dort übertragen also „Sandsturm auf dem mongolischen Plateau“ genannt) ist ein saisonales meteorologisches Phänomen, das während der Frühlingsmonate sporadisch große Teile Ostasiens betrifft. Der Staub stammt aus den Wüsten der Mongolei, Nordchinas und Kasachstans, wo schnelle Oberflächenwinde und starke Sandstürme dichte Wolken von trockenen feinen Staubpartikeln hochheben.
Diese Wolken werden dann durch die vorherrschenden Winde nach Osten getragen und strömen über China, Nord- und Südkorea, Japan und Teile des russischen Fernen Osten. Gelegentlich werden die von der Luft getragenen Partikel nach Osten in viel weiter entfernte Regionen wie die Vereinigten Staaten getragen und beeinflussen dort in erheblichen Konzentrationen die Luftqualität.
Im letzten Jahrzehnt wurde dieses Phänomen zum ernsthaften Problem aufgrund industrieller Verschmutzung und verstärktem Fortschreiten der Wüsten in China sowie dem Austrocknen der Aral-Region infolge der Übernutzung der Flüsse Amudarja und Syrdarja.

## Gründe
In den letzten Jahren erfolgte eine erhebliche Umweltzerstörung in China, resultierend aus Überweidung, massiver industrieller Entwicklung verbunden mit mangelnder Durchsetzung von Umweltstandards und extensiver Kohleverbrennung ohne angemessene Filterung. In Kasachstan und Usbekistan hinterließ eine gescheiterte Landwirtschaftspolitik den überwiegend ausgetrockneten Aralsee.
Globale Erwärmung wie auch El Niño spielen eine Rolle in den asiatischen Sandstürmen, weil Eisdecken, die sich im Winter bilden würden, den Staub davor bewahren könnten, vom Grund aufgewirbelt zu werden.
In China hat sich das Vordringen der Wüste beschleunigt, 1.740.000 km² Land sind ausgetrocknet. Dies betrifft das Leben von 400 Millionen Menschen und verursacht unmittelbare wirtschaftliche Verluste von 54 Milliarden Yuan (~7 Milliarden US-Dollar) pro Jahr, wie Zahlen der Chinesischen Forstverwaltung (SFA) von 2007 zeigen. Diese Zahlen beziehen sich nur auf direkte Auswirkungen und lassen weiterhin die Auswirkungen auf benachbarte Staaten außer Acht.

## Schadstoffe und Zusammensetzung
Schwefel (ein Bestandteil des sauren Regens), Ruß, Asche, Kohlenmonoxid und andere giftige Schadstoffe inklusive Schwermetallen (wie Quecksilber, Cadmium, Chrom, Arsen, Blei, Zink und Kupfer) und anderen krebserregenden Stoffen, sind oftmals Bestandteil der Staubstürme, ebenso Viren, Bakterien, Pilze, Pestizide, Antibiotica, Asbest, Herbizide, Plastikbestandteile, Verbrennungsrückstände und Hormonnachahmer Phthalate. Obwohl Wissenschaftler wussten, dass interkontinentale Staubwolken Bakterien und Viren übertragen können, „gingen die meisten Menschen davon aus, dass das ultraviolette Licht der Sonne diese Wolken sterilisieren würde“ erklärt der Mikrobiologe Dale W. Griffin „Wir finden nun heraus, dass dies nicht die Wahrheit ist.“
Eine in China im Jahre 2001 durchgeführte Analyse von „Asiatischem Staub“ zeigte, dass sie hohe Konzentrationen von Silicium (24 bis 32 %), Aluminium (5,9 bis 7,4 %), Calcium (6,2 bis 12 %), und Eisen enthalten. Zahlreiche giftige Substanzen waren ebenfalls vorhanden und es wird angenommen, dass schwerere Materialien (so wie giftiges Quecksilber und Cadmium von Kohleverbrennung) sich näher am Ursprung aus den Wolken absetzen.
Sarah O’Hara von der University of Nottingham in England, die auch für den Lancet schreibt, sagt jedoch, dass dies nicht bedeutet, dass die Auswirkungen sich mit der Nähe zur Quelle verschlimmern. Menschen in weiterer Entfernung zur Quelle des Staubes sind öfter fast unsichtbaren, feinen Staubpartikeln ausgesetzt, die sie unwissend tief in ihre Lungen einatmen können, während grober Staub zu groß ist, um tief eingeatmet zu werden. Nach der Einatmung kann der Staub langfristig Vernarbung von Lungengewebe sowie Lungenkrebs und andere Lungenkrankheiten verursachen.
Eine amerikanische Studie, die die Zusammensetzung von Staubvorkommen über Colorado analysiert hat, weist auch auf die Präsenz von Kohlenmonoxid hin, das möglicherweise beim Durchqueren industrialisierter Regionen Asiens von den Wolken aufgenommen wurde.

## Auswirkungen
Durch den Staub betroffene Gebiete leiden unter verschlechterten Sichtverhältnissen und es ist bekannt, dass der Staub eine Vielzahl von Gesundheitsproblemen verursacht, was sich selbst bei ansonsten gesunden Personen durch trockenen Hals und Asthma bemerkbar macht. Oft wird geraten, außerhäusliche Aktivitäten abhängig von der Stärke des Sturms zu vermeiden oder zu minimieren. Für bereits unter Asthma oder Erkrankungen der Atemwege Leidende kann der Sturm tödlich sein. Es wurde festgestellt, dass der Sturm die Todesrate in einer der betroffenen Regionen um 1,7 % erhöht hat.
Obwohl Sand selbst nicht notwendigerweise schädlich für Pflanzen ist, zerstören die Stürme aufgrund der Schwefelemissionen und dem daraus folgenden sauren Regen Ackerland durch Verschlechterung des Bodens. Auch kontaminieren Ablagerungen von Asche, Ruß und Schwermetallen, wie auch potenziell gefährlichem Biomaterial, den vom Staub bedeckten Boden einschließlich der Kulturflächen, Gewässer usw. Die Sandstürme beeinflussen das Tierreich besonders hart, indem Futterpflanzen und Lebensräume zerstört werden und giftige Metalle die Fortpflanzung beeinträchtigen. Die Sichtweite ist vermindert, was zu Ausfällen bei Flügen, Straßenverkehr und den sonstigen außerhäuslichen Aktivitäten führt. Dies führt zu einem erheblichen Verlust ökonomischer Aktivität. Aus Japan wird berichtet, dass gewaschene Kleidung gelb verfärbt wird.
Die Korea Times hat berichtet, dass es einen Aufwand von 3 Millionen won, 6000 Gallonen Wasser und 6 Stunden Arbeit kostet, um nur einen Jumbo Jet zu reinigen.

## Stärke und Gegenmaßnahmen
Shanghai hat am 3. April 2007 einen Feinstaubwert von 500 Mikrogramm pro Kubikmeter Luft gemeldet. In den USA wird ein Wert von 300 als gefährlich betrachtet und alles über 200 ist „ungesund“.
In den letzten Jahren haben Südkorea und die Volksrepublik China Anstrengungen in den Ursachenbereichen entfaltet. Dieses hat das Problem aber nicht in einer erheblichen Weise beeinflusst. Im April 2006 berichteten südkoreanische Meteorologen von dem schlimmsten Sturm aus gelbem Sand der letzten vier Jahre.
Japan hat in China Geld, Ausrüstung und Knowhow zur Errichtung von Schwefelfiltern für Kohlekraftwerke zur Verfügung gestellt. Trotzdem ist nur in einem sehr geringen Prozentsatz von Kraftwerken Kohlefilterung installiert.
Weiterhin hat China mit internationaler Unterstützung Schritte unternommen, um mit einem Projekt, welches als Grüne Mauer bekannt ist, Bäume in Wüstengebieten anzupflanzen. Angestrebt sind 12 Milliarden Bäume. Die Winde sind jedoch so stark, dass an manchen Stellen die Bäume einfach umfallen oder im Sand begraben werden.
Am 20. und 21. März 2010 meldete Südkorea einen Rekordwert in der Staubkonzentration seit Beginn der Aufzeichnungen. Der Spitzenwert betrug 2684 Mikrogramm pro Kubikmeter.

## Lokale Bezeichnungen
Gelber Staub ist unter einer Vielzahl von lokalen Namen bekannt, von denen jeder „Gelber Staub“ oder „Gelber Sand“ bedeutet:
- „Huangsha“ (黄砂) auf Chinesisch
- „Kōsa“ (黄砂) auf Japanisch
- „Hwangsa“ (황사, 黃沙/黃砂) auf Koreanisch
- „Hoàng Sa“ (黄砂) oder „Bão cát vàng“ auf Vietnamesisch

## Historische Berichte
Einige der frühesten schriftlichen Berichte von Staubstürmen sind in der antiken chinesischen Literatur festgehalten. (Goudie and Middleton, The changing frequency of dust storms through time, Climate Change 20:197-225 1992). Es wird angenommen, dass der erste chinesische Bericht eines Staubsturmes in den Zhushu Jinian (Chinese: 竹书纪年; English: the Bamboo Annals; Deutsch:die Bambusannalen) zu finden ist. Der Bericht führt aus: im fünften Jahr von Di Xin (1150 v. Chr., Di xin war die Epochenbezeichnung von König Di Xin der Shang-Dynastie) regnete es Staub in Bo (Bo ist ein Platz in der Henan Provinz in China).
Die erste Erwähnung eines Sandsturmereignisses in Korea war 174 n. Chr. während der Silla-Dynastie. Der Staub war bekannt als „Woo-To“ und wurde für die Schöpfung eines verärgerten Gottes gehalten, der den Staub anstatt Regen oder Schnee herunterschickte.
Spezifische Berichte, die sich in Korea auf den gelben Staub beziehen, existieren auch aus der Baekje-, Goguryeo- und Joseon-Periode.